# Герб Сен-Жіля

Герб Сен-Жіля

Герб Сен-Жіль був наданий брюссельській комуні Сен-Жіль королівським указом від 22 січня 1858 року.

## Геральдичний опис
Опис герба звучить так:
D'azur un saint Egide, abbé, d'or.
У глазурі святий Егідій, абат, із золота.
Герб виконано в кольорах ампіру: блакитний щит із золотим зображенням на ньому. На гербі зображено святого Егідія, покровителя комуни, якого також називають Гілліс. Це робить герб промовистим.

## Історія
Сен-Жіль став власною парафією Оббрюсселя (тобто «Оп-Брюссель», Верхній Брюссель) у 12 столітті під керівництвом місцевого абатства. Парафія стала самостійною в 13 столітті. Своїм покровителем Оббрусселя було названо святого Егідія. Старшини також використовували святого Егідія на печатці, спочатку разом із печаткою капітула Андерлехта. Між 1296 і 1795 роками Оббрюссель належав до комуни Брюсселя. Після 1795 року Оббрюссель отримав назву Сен-Жіль як незалежна комуна. Основою герба є печатка XIII ст.